# Dicrepidius elegans
Dicrepidius elegans is een keversoort uit de familie kniptorren (Elateridae). De wetenschappelijke naam van de soort is voor het eerst geldig gepubliceerd in 1889 door Fleutiaux & Salle.